# Grekisk fot

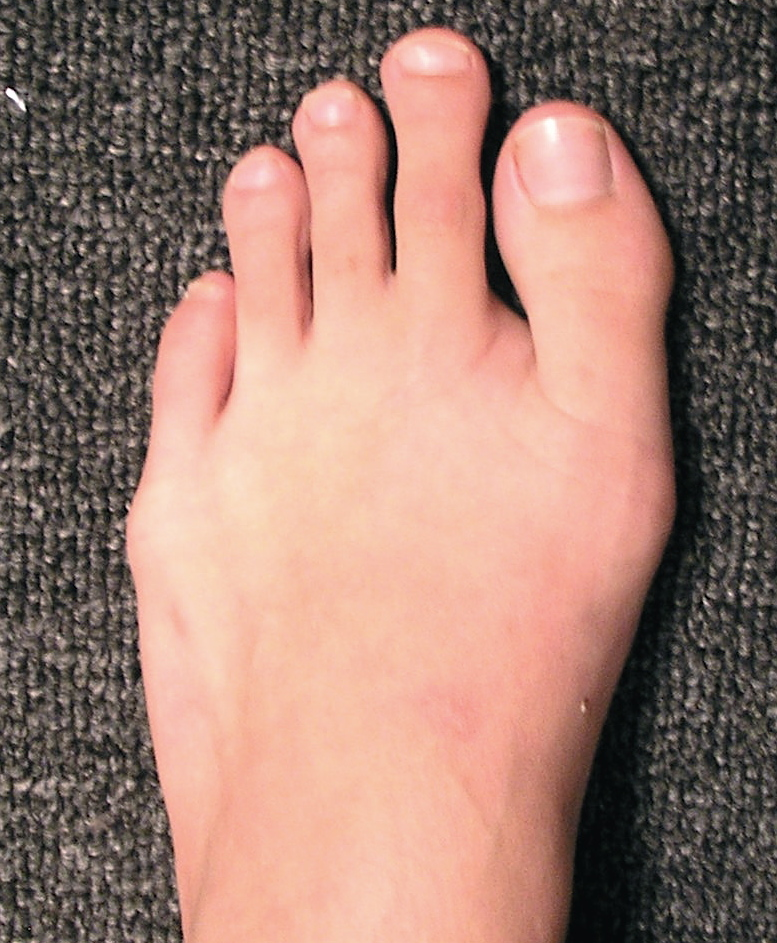
En så kallad grekisk fot. Notera att den andra tån är längre än stortån.

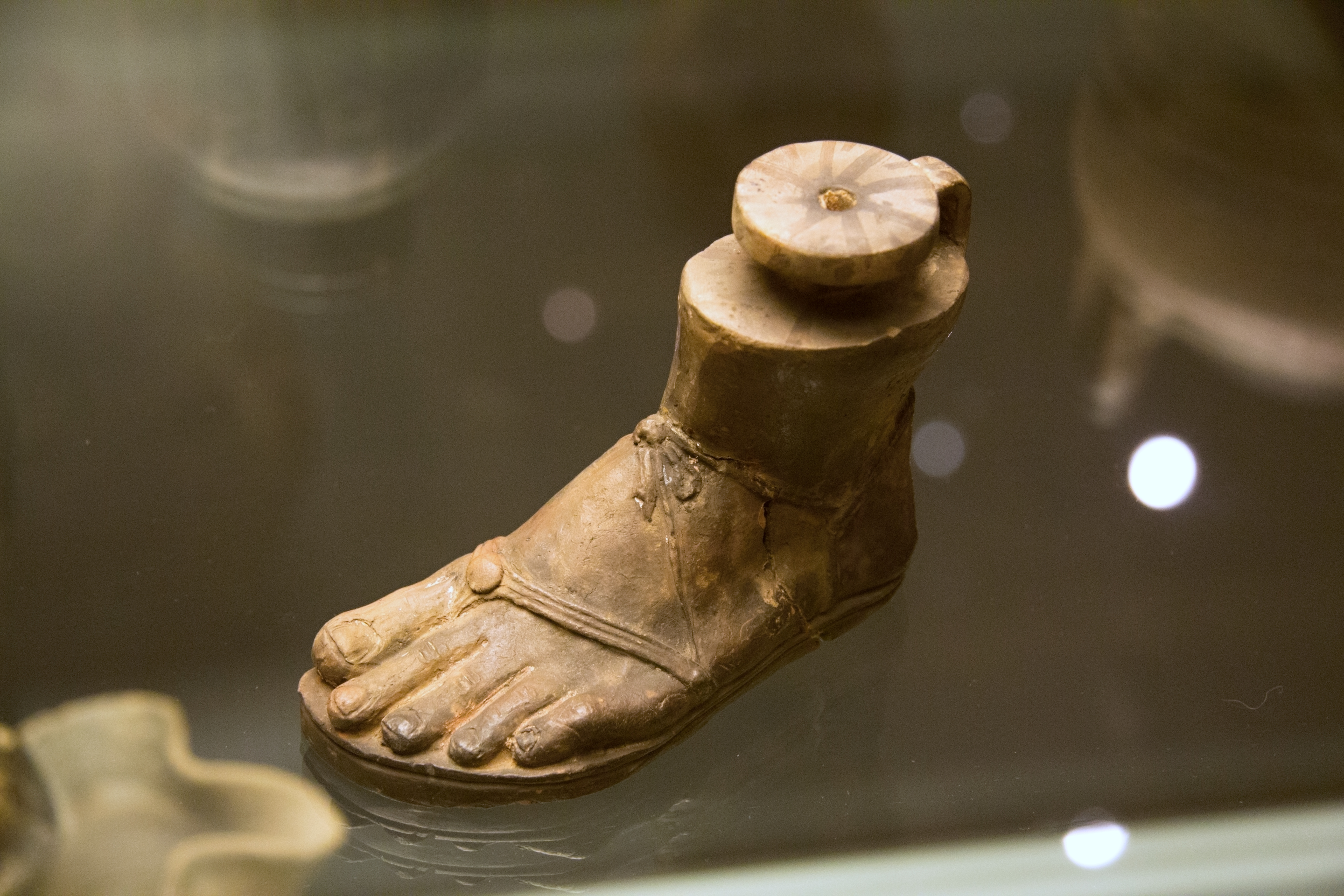
Antik grekisk flaska formad som en fot från cirka 600 f.Kr.

Grekisk fot är en fot där den andra tån är längre än stortån. Namnet härrör från studier av klassisk konst då denna fotform idealiserades inom klassisk grekisk skulptur,och fungerade även som en estetisk standard inom romersk konst och under renässansen. Detta är också orsaken till att en skulptur som Frihetsgudinnan i New York har en grekisk fot. Grekisk fot, i förhållande till den så kallade egyptiska foten där stortån är längsta tån på foten, har associerats med olika etniskt ursprung men detta är mycket omdiskuterat. Utöver dessa två fotformer finns även beskrivet en romersk, en germansk och en keltisk fotform som på samma sätt skulle indikera en persons genetiska ursprung. Den egyptiska foten är den vanligaste formen av fot och förekommer hos cirka 60 % av befolkningen. Mindre än 10 % av världens befolkning har grekisk fot.